# FIFA-Klub-Weltmeisterschaft 2001
Die FIFA-Klub-Weltmeisterschaft 2001 (engl.: FIFA Club World Championship 2001) war als zweite Ausspielung dieses weltweiten Fußballwettbewerbs für Vereinsmannschaften in der Zeit vom 28. Juli bis 12. August 2001 in Spanien vorgesehen. Die Austragung wurde jedoch von der FIFA am 18. Mai 2001 abgesagt. Absagegründe waren neben Terminproblemen der beteiligten Klubs auch die nicht mehr gewährleistete Finanzierung des Turniers nach dem Konkurs der Sportvermarktungsfirma ISL/ISMM, des damaligen Marketing-Partners der FIFA.

## Vorgesehener Modus
Vorgesehen war ein Turnier mit zwölf Mannschaften aus allen Kontinentalzonen, die in drei Vierergruppen die Halbfinalisten ermitteln sollten, für das sich die drei Gruppensieger und der beste Gruppenzweite qualifiziert hätten. Die Sieger der Halbfinalspiele hätten das Finale, die Verlierer das Spiel um Platz 3 bestritten.

## Vorgesehene Spielstätten
Als Spielorte waren die Stadien Santiago Bernabéu und Vicente Calderón in Madrid, das Riazor Stadion in La Coruña und das San Lázaro Stadion in Santiago de Compostela vorgesehen.

## Vorgesehene Teilnehmer
| Klub                   | Qualifikation                           | Kontinentalverband |
| ---------------------- | --------------------------------------- | ------------------ |
| Júbilo Iwata           | Asian Super Cup 1999                    | AFC                |
| Al Hilal Riad          | Asian Super Cup 2000                    | AFC                |
| Accra Hearts of Oak    | CAF Champions League 2000               | CAF                |
| Al Zamalek SC          | African Cup Winners’ Cup 2000           | CAF                |
| LA Galaxy              | CONCACAF Champions’ Cup 2000            | CONCACAF           |
| CD Olimpia Tegucigalpa | CONCACAF Champions’ Cup 2000 (Finalist) | CONCACAF           |
| Palmeiras São Paulo    | Copa Libertadores 1999                  | CONMEBOL           |
| Boca Juniors           | Copa Libertadores 2000                  | CONMEBOL           |
| Wollongong Wolves FC   | OFC Champions Cup 2001                  | OFC                |
| Real Madrid            | UEFA Champions League 1999/2000         | UEFA               |
| Galatasaray Istanbul   | UEFA-Pokal 1999/2000                    | *UEFA*             |
| Deportivo La Coruña    | Spanischer Meister 1999/2000            | UEFA               |

 * Als zweiter Vertreter der UEFA war ursprünglich der Sieger der UEFA Champions League 1998/99 Manchester United vorgesehen.

## Vorgesehene Gruppeneinteilung

### Gruppe A
| Mannschaft           |
| Boca Juniors         |
| Deportivo La Coruña  |
| Wollongong Wolves FC |
| Zamalek Kairo        |

### Gruppe B
| Mannschaft             |
| Galatasaray Istanbul   |
| Al Hilal Riad          |
| CD Olimpia Tegucigalpa |
| Palmeiras São Paulo    |

### Gruppe C
| Mannschaft          |
| Accra Hearts of Oak |
| Jubilo Iwata        |
| LA Galaxy           |
| Real Madrid         |